# Mistrzostwa Świata Juniorów w Curlingu 2021
Mistrzostwa Świata Juniorów w Curlingu 2021 – turniej, który miał się odbyć w dniach 18-28 lutego 2021 w chińskim Pekinie.
Chińska Republika Ludowa miała gościć mistrzostwa świata juniorów w curlingu po raz pierwszy. Tradycyjnie mistrzostwa świata juniorów w roku przedolimpijskim miały się odbyć w obiekcie, na którym rozegrane zostaną przyszłoroczne igrzyska olimpijskie. Turniej miał być próbą przedolimpijską tego obiektu.

## Kwalifikacje
Do turnieju miało zakwalifikować się 6 najlepszych reprezentacji z ubiegłorocznych mistrzostw oraz 3 najlepsze drużyny Mistrzostwa Świata Juniorów Dywizji B w Curlingu 2021. Reprezentacje Chin otrzymały miejsce jako gospodarze. Łącznie prawo do udziału miało otrzymać po 10 drużyn męskich i żeńskich.
Z powodu odwołania Mistrzostw Świata Juniorów Dywizji B 2021 zmieniono zasady kwalifikacji. Do turnieju zakwalifikowało się 9 najlepszych z 10 zespołów ubiegłorocznych mistrzostw oraz reprezentacje Chin (niestartujące w poprzednim turnieju).

### Kobiety
- gospodarz: Chiny
- 9 najlepszych reprezentacji z Mistrzostwa Świata Juniorów w Curlingu 2020: Kanada, Korea Południowa, Rosja, Japonia, Szwajcaria, Dania, Łotwa, Norwegia Szwecja

### Mężczyźni
- gospodarz: Chiny
- 9 najlepszych reprezentacji z Mistrzostwa Świata Juniorów w Curlingu 2020: Kanada, Szwajcaria, Szkocja, Niemcy, Szwecja, Rosja, Stany Zjednoczone, Nowa Zelandia, Włochy, Norwegia

## Odwołanie turnieju
13 listopada 2020 Światowa Federacja Curlingu poinformowała, że mistrzostwa zostały odwołane z powodu pandemii COVID-19 i spowodowanej ją zmiany harmonogramu przedolimpijskich imprez testowych przez Międzynarodowy Komitet Olimpijski, Międzynarodowy Komitet Paraolimpijski i międzynarodowe federacje sportowe. Był to pierwszy w trwającej od 1975 historii mistrzostwa świata juniorów w curlingu przypadek odwołania rozgrywek.